# تقبل (إربد)
تقبل، قرية في محافظة إربد الأردنية. تتبع إدارياً للواء قصبة إربد، وتبعد حوالي ثمانية كيلو مترات إلى الشمال من مركز المحافظة.
وتقع على تلة مرتفعة وجبال خضراء، تمتاز هذه البلدة بسهولها الزراعية الواسعة والتي تزرع بمختلف أصناف الحبوب والبقوليات والعنب والزيتون واللوز وغيرها.